# Mexico! Un cinema alla riscossa
Mexico! Un cinema alla riscossa è un film documentario del 2017 diretto da Michele Rho.
Il documentario è incentrato sulla figura di Antonio Sancassani, gestore da oltre trent'anni del Cinema Mexico di Milano, una delle ultime sale indipendenti mono-schermo ancora attive a Milano e l'unica in Italia a proporre il film cult The Rocky Horror Picture Show con spettacolo dal vivo e interazione attiva del pubblico.
È stato distribuito il 4 maggio 2017 in venti sale italiane.